# Polystichum suyamanum
Polystichum suyamanum är en träjonväxtart som beskrevs av Satoru Kurata och Shunsuke Serizawa.
Polystichum suyamanum ingår i släktet Polystichum och familjen Dryopteridaceae. Inga underarter finns listade i Catalogue of Life.